# Bernardo Paoloni
Bernardo Paoloni (Cascia, 23 luglio 1881 – Perugia, 8 gennaio 1944) è stato un meteorologo e religioso italiano, facente parte dell'ordine dei benedettini.

## Biografia
Fattosi monaco il 28 maggio 1905, presso il monastero di Montecassino, fu posto a capo dell'Osservatorio Meteorologico nel 1908 e nel 1920 fondò la rivista La Meteorologia pratica. Nel 1928 fonda il Servizio Radioatmosferico Italiano e un anno dopo Guglielmo Marconi lo nomina Membro del Comitato Nazionale delle Ricerche. Nel 1931 si trasferì a Perugia dove fondò l'Osservatorio sismologico Andrea Bina.